# Utopia (musikgrupp)
Utopia var ett amerikanskt progressivt rockband, bildat i New York av Todd Rundgren 1974 och aktivt fram till 1986.
Förutom Rundgren på gitarr bestod bandet ursprungligen av de tre keyboardisterna Mark "Moogy" Klingman, Ralph Shuckett och Roger Powell, basisten John Siegler, percussionisten Kevin Elliman och trummisen John "Willie" Wilcox. I oktober 1974 gav man ut debutalbumet Todd Rundgren's Utopia, vilket följdes av livealbumet Another Live 1975. Därefter minskades gruppen ner med två keyboardister, Klingman och Suckett, samtidigt som Siegler och Elliman valde att hoppa av. Siegler ersattes som basist av Kasim Sulton.
Bandet bestod nu således av Rundgren, Powell, Sulton och Wilcox, en uppsättning som skulle vara resten av bandets livstid. Även om Rundgren sågs som gruppens ledare delade alla bandmedlemmarna på ansvaret som sångare och låtskrivare. Under 1980-talet utvecklades gruppens sound i en mer poporienterad riktning, influerat bland annat av den då dominerande new wave-trenden.

## Medlemmar
Nuvarande medlemmar
- Todd Rundgren - sologitarr, sång (1973-1986, 1992, 2011-idag)
- John Siegler - bas, cello (1974-1976, 2011-idag)
- Ralph Schuckett - keyboard (1974-1975, 2011-idag)
- Kevin Ellman - trummor, slagverk (1974-1975, 2011-idag)
- Kasim Sulton - basgitarr, sång (1976-1982, 1982-1986, 1992, 2011-idag)
- Jesse Gress - gitarr (2011-idag)

Tidigare medlemmar
- Jean Yves "M. Frog" Labat - synthesiser, rytmgitarr (1973-1975)
- Dave Mason - keyboard (1973-1974)
- Hunt Sales - trummor, slagverk (1973-1974)
- Tony Sales - basgitarr, bakgrundssång (1973-1974)
- Mark "Moogy" Klingman - keyboard (1974-1975, 2011; död 2011)
- Roger Powell - keyboard, sång (1975–1986, 1992)
- John "Willie" Wilcox - trummor, slagverk, sång (1975-1986, 1992)
- Doug Howard - basgitarr, sång (1982)

## Diskografi
Studioalbum
- 1974 – Todd Rundgren's Utopia
- 1977 – Ra
- 1977 – Oops! Wrong Planet
- 1979 – Adventures in Utopia
- 1980 – Deface the Music
- 1982 – Swing to the Right
- 1983 – Utopia
- 1984 – Oblivion
- 1985 – P.O.V.
- 2012 – Disco Jets

Livealbum
- 1975 – Another Live
- 1992 – Redux '92: Live in Japan
- 1999 – Live In Tokyo '79
- 2002 – KSAN 95FM Live '79 - Bootleg Series Vol. 2
- 2007 – Live From Hartford
- 2012 – Live at Hammersmith Odeon '75

Samlingsalbum
- 1986 – Trivia
- 1988 – Oops! Wrong Planet / Adventures in Utopia
- 1988 – The Utopia Collection
- 1989 – Anthology 1974-1985
- 1996 – Oblivion, POV & Some Trivia
- 1999 – City in My Head
- 2003 – Last of the New Wave Riders
- 2011 – Ra & Oops! Wrong Planet
- 2012 – Adventures in Utopia / Deface the Music / Swing to the Right
- 2012 – Todd Rundgren's Utopia / Another Live